# 崖上的波妞
《崖上的波兒》是由宮崎駿導演、編劇，吉卜力工作室製作的長篇奇幻動畫電影，於2008年7月19日在日本首映。該作主要角色由奈良柚莉愛、土井洋輝、山口智子、長嶋一茂、天海祐希、所喬治、柊瑠美、矢野顯子、吉行和子和奈良岡朋子等人配音。該作是宮崎駿為吉卜力工作室執導的第8部電影，也是個人執導的第10部作品。
該作講述金魚波妞在逃離海洋後，困於玻璃瓶裡被沖上岸，並獲5歲男孩宗介救助。兩人相處期間情誼日漸深厚，波妞渴望成為人類女孩，由此習得並使用魔法，引發嚴重後果。
該作取得了空前的商業成功，全球票房逾2.04億美元，躋身票房史上第八高的動畫電影。該作因主題正面積極、視覺設計精美，和兼顧兒童與成人觀眾的普遍吸引力而廣受好評。

## 故事簡介
大海中一隻小金魚偷偷離開她的家，乘著水母來到外界的世界，卻不慎卡在海洋垃圾裡的玻璃罐內，這時救了她的是一個小男孩「宗介」。
宗介將金魚救出後把她取名為「波妞」，並決心要保護她。喜歡上宗介的波妞，開始想要變成人類。

## 登場角色
波妞
本電影主角，藤本和珂蘭曼瑪蓮的女兒。原本名布倫希爾蒂。有著人面魚身的外貌。
偷偷離開家時不小心讓自己的頭卡在玻璃罐裡，而這時救了她的就是宗介，宗介把她命名為「波妞」。
有著類似人類的臉而被辰奶奶稱為「人面魚」，因為舔了宗介的血液而成為半人魚。
對於不喜歡的人物會對著對方用嘴噴水，喜歡的食物是火腿，喜歡的人是宗介，最後為了他而捨棄魔法，變成人類。
宗介
保育園「向日葵園」的5歲男孩。心胸寬廣又耿直，在懸崖下遇見波妞並決心要保護她，到最後則喜歡上她。
以名字來稱呼自己的父母（理莎、耕一）。
年齡雖僅5歲，但已能懂得如何發送摩斯電碼。
理莎
宗介的母親。在日間護理服務中心「向日葵之家」工作。
性格開朗明快，平時開著被稱呼為「理莎車」的小汽車載著宗介到保育園及通勤，並有著豪邁的駕駛技術。
耕一
宗介的父親。內航貨物船「小金井丸號」的船長，因為工作緣故不常在家，聚少離多。常使用摩斯電碼和家人對話。
珂藍曼瑪蓮
波妞的母親。官方設定為海洋之母。海上的船員們看到其閃亮的身姿稱其為「觀世音」。能自由改變自己的身體大小。
藤本
波妞的父親。以前是人類，現在是住在海裡的魔法師。
在海中駕駛自製的「姥鲨號」，有操縱水魚等魔物的力量及張開結界的能力。平時住在海底的珊瑚塔。
過去曾為海底兩萬里中鸚鵡螺號的成員，因迷戀珂藍曼瑪蓮而自願捨棄人類的身份投入海中生活。
自1907年開始，用魔法淨化、精製海水，從中抽出「生命之水」，儲存在珊瑚塔裡的井，藤本想利用「生命之水」的力量，使地球再度來到如寒武紀的「海的時代」（希望可以藉此來結束憎恨的人類時代），不過卻被波妞奪去全部的「生命之水」。
在陸地上時為了防止皮膚乾燥，必須在周圍灑海洋深層水，被理莎誤認為是噴灑除草劑的怪人。
最後與宗介握手言和，並表示以後把波兒交給他照顧。
婦人
波妞和宗介遇到的帶著孩子的女性。穩重大方。
波妞的妹妹們
非常喜歡姊姊。幫助波妞逃出。
辰&芳江&紀子
三者皆為在「向日葵之家」裡坐著輪椅（故事最後不再需要坐輪椅）的老奶奶們。
芳江與紀子兩人都與宗介關係良好。辰雖常在宗介前一副態度冷淡的模樣；但實際上也關心著宗介。

## 製作

### 构思
《崖上的波妞》最初的構想來自於2004年的作品《霍爾的移動城堡》完成後，當時製作人鈴木敏夫指出《霍爾的移動城堡》中的角色蘇菲、馬魯克、火魔卡西法三者之間的互動非常有趣；便希望能做出這種適合兒童欣賞的動畫。
最初擬定的企劃為改編作家中川李枝子的童話作品《不不幼兒園》，這是一部關於托兒所小孩的故事，這部作品宮崎駿曾在2001年時將其中一段章節製成短篇動畫《捕鯨記》（三鷹之森吉卜力美術館用短篇動畫電影）。後續宮崎駿以之前在瀨戶內海福山市的鞆之浦的員工旅行時所觀賞的港町景色為靈感，進一步將作品暫擬定為《崖上的不不幼兒園》，宮崎駿2004年曾在那裡待過2個月，而當時他住的地方正是懸崖上的小屋子。之後宮崎駿帶著擬定的構想，在2006年10月帶領吉卜力的工作夥伴開始製作。
原本預定使用和以前一樣的表現手法，但在製作前閱讀了夏目漱石的作品《草枕》後，前往英國倫敦的泰特美術館，欣賞了約翰·艾佛雷特·米萊的畫作後，深受《歐菲莉亞（Ophelia）》的感動而對作畫方式重新評估。之後，宮崎駿「想再回去紙上作畫的動畫根源，再一次，自己划槳，拉起帆渡海」。只用鉛筆作畫」的意圖，使這部作品不使用電腦（CG）作畫，而全部使用手繪作畫（但之後的色彩、攝影是數位處理），在一年半內，大約有70名工作人員畫了17萬張圖。製片人鈴木敏夫說宮崎駿想在表現手法上發起新的挑戰，尤其此作80%的場景是海水，而這也是他第一次以大海為舞台，宮崎駿親自畫所有的波浪，試圖找出最好的呈現手法。而宮崎駿表示有意去做一部連5歲小孩都能看懂的電影。

### 作品設定
- 故事融合了安徒生童話的《美人魚》，並除去基督教色彩[17]。
- 劇中的月亮比平時還大，顯示了地球平衡的崩潰。除此之外，月亮還有更深的涵義[14]。
- 部份設定受到理察·華格納的歌劇《女武神》影響[14]。
- 劇中出現類似泥盆紀的海中生物，但實際上這些生物是宮崎駿想像出來的[14]。
- 波妞的造型來源出自於該作品的作畫監督近藤勝也當時約3歲大的女兒。[18][19]
- 「波妞」這個名字為宮崎駿所想的點子；他認為這聽起來就像是用來形容碰到柔軟東西時的擬聲詞。[20]
- 角色宗介是以宮崎駿的兒子宮崎吾朗5歲時為藍本[21]。
- 「宗介」這個名字來自夏目漱石的小說《門》[14]。
- 藤本的模特兒則為作畫監督近藤勝也，為宮崎駿參訪近藤家後所想的靈感。[18][19]

### 聲演
| 角色                           | 配音 | 配音                             | 配音     | 配音     | 配音            |
| 角色                           | 日本 | 臺灣                             | 中国     | 香港     | 美国            |
| ------------------------------ | --- | -------------------------------- | -------- | -------- | --------------- |
| 波妞（ポニョ）                 | 奈良柚莉愛 | 陳若甄                           | 朱丽萨羽 | 金貞彤   | 諾亞·塞拉斯     |
| 宗介（そうすけ）               | 土井洋輝 | 唐天                             | 孙婉瑜   | 王树熹   | 法蘭奇·裘斯     |
| 理莎（リサ）                   | 山口智子 | 馬君珮                           | 唐静     | 謝安琪   | 蒂娜·菲         |
| 耕一（耕一）                   | 長嶋一茂 | 夏治世                           | 张原铭   | 不適用   | 马特·戴蒙       |
| 藤本（フジモト）               | 所喬治 | 李香生                           | 雷佳音   | 高翰文   | 連恩·尼遜       |
| 珂藍曼瑪蓮（グランマンマーレ） | 天海祐希 | 李直平                           | 季冠霖   | 杜雯惠   | 凯特·布兰切特   |
| 波妞的妹妹（ポニョの妹達）     | 矢野顕子 | 使用原音                         | 使用原音 | 使用原音 | 使用原音        |
| 水魚（水魚）                   | 所喬治 | 使用原音                         | 使用原音 | 使用原音 | 使用原音        |
| 辰婆婆（トキ）                 | 吉行和子 | 陳季霞                           | 林兰     | 不適用   | 莉莉·湯姆琳     |
| 芳江婆婆（ヨシエ）             | 奈良岡朋子 | 崔幗夫                           | 扈茜茜   | 不適用   | 貝蒂·懷特       |
| 嘉代婆婆（カヨ）               | 左時枝 | 陳季霞                           | 不適用   | 不適用   | 克蘿麗絲·利奇曼 |
| 婦人（婦人）                   | 柊瑠美 | 謝佼娟                           | 不適用   | 不適用   | 莫娜·馬歇爾     |
| 氣象播報員（アナウンサー）     | 羽鳥慎一 | 不適用                           | 不適用   | 不適用   | 柯特·努特森     |
| 久美子（クミコ）               | 平岡映美 | 不適用                           | 不適用   | 不適用   | 潔西卡·羅斯     |
| 可憐（カレン）                 | 大桥望美 | 不適用                           | 不適用   | 不適用   | 不適用          |
| 其他聲優（その他の声優）       | 神木隆之介 柳橋朋典 手塚祐介 澀谷遙 山本郁子 つかもと景子 田中明生 石住昭彦 斎藤志郎 金沢映子 山本道子 佐々木睦 田畑ゆり 片岡富枝 山本与志恵 竹口安芸子 脇田茂 沢田冬樹 川辺邦弘 塚本あい | 林美秀 劉傑 梁興昌 何志威 康殿宏 | 不適用   | 不適用   | 不適用          |

## 工作人員
- 原作、分鏡劇本、導演：宮崎駿
- 監製：鈴木敏夫
- 出品人：星野康二
- 音樂：久石讓
- 作畫監督：近藤勝也
- 作畫監督補：高坂希太郎、賀川愛、稻村武志、山下明彥
- 原畫：田中敦子、山田憲一、芳尾英明、山森英司、二木真希子、大塚伸治／小西賢一、本田雄
- 動畫檢查：館野仁美
- 動畫檢查補：、藤井香織
- 作畫協力：AnimeToroToro、中村Production、StudioTakuranke、StudioCockpit、動畫工房、GONZO、Brain's･Base、龍之子Production、Khara
- 美術監督：吉田昇
- 美術監督補：田中直哉、春日井直美、大森崇
- 背景：伊奈涼子、芳野滿雄、福留嘉一、武重洋二／男鹿和雄
- 色彩設計：保田道世
- 映像演出：奥井敦
- 編輯：瀨山武司
- 整音：井上秀司
- 音響效果：笠松廣司
- 錄音演出：木村繪理子
- 指揮、鋼琴演奏：久石讓
- 演奏：新日本交響樂團
- 聲：麻衣
- 合唱：栗友會合唱團
- 特別協贊：
- 特別協力：LAWSON、讀賣新聞
- 製作擔當：奥田誠治、福山亮一、藤卷直哉
- 制作：吉卜力工作室

## 主題曲
- 《海的媽媽》

歌：林正子　作詞：覺和歌子、宮崎駿（覺和歌子（魚）改編）　作曲、編曲：久石讓
- 《崖上的波妞》

日語版
唱：藤岡藤卷與大橋望美　作詞：近藤勝也　補作詞：宮崎駿　作曲、編曲：久石讓
※主題曲異常地在電影公開半年多前（2007年12月5日）就已先行發售。發賣首週排名115名，在電影上映首週急升到第6名，在8月4日時升到第3名，創下歷代吉卜力主題曲紀錄。另外是Oricon2008年單曲排行第14名。
粵語版
唱：謝安琪 作詞：謝安琪 作曲：久石讓
中文版
唱：吳青峰、李樂祺 作詞：藍小邪 作曲：久石讓

### 作品文宣
- 能生在這個世界真好──由鈴木敏夫提供。

## 票房
此片在日本481家戲院上映（國產電影的紀錄），上映首日票房達到紀錄保持者《千与千寻》的83%。上映三日票房收入達15億日圓。但在2ch上的討論指出，《神隱少女》只在336家戲院上映，而它首日票房為5.5億日圓，《崖上的波妞》相對的上映戲院較多卻只有4.5億日圓，並貼上在東京的戲院裡空的座位的照片，和之前的大排長龍與座無虛席形成強烈對比。上映31日後票房則突破100億日圓。
台灣方面，最終票房$4170萬新台幣。

## 反應
日本時報給此作4到5顆星的評價，並讚揚它的單純主題元素和視覺效果，把它和宮崎駿的經典動畫龍貓相提並論。美國影評家羅傑·艾伯特則給予《崖上的波妞》4顆星的評價，並認為畫面上的手法表現能讓成人或幼童皆能感受到作品的奇幻魅力。。
2010年2月5日在日本電視台首次於電視頻道上播放時，在關東一帶曾獲得高達29.8%的收視率。2011年东日本大震灾後，由于本片中有海啸拍打崖边的画面，容易让人引起災後的联想；加上宫崎骏激烈反核，後續本片遭日本各大电视台无限期禁播。
2022年4月，《Paste (magazine)》評選前100名不限年份的最佳日本動畫電影，《崖上的波妞》排名第79名。2023年3月，本片在爛蕃茄發表「根據爛番茄評論家評比，100部不限時間的最佳日本動畫電影」排行榜名列第20名。

## 獲獎紀錄
- Mimmo Rotella財團獎
- 入選第65屆威尼斯影展金獅獎競賽名單[34]，最終獲得數位未來電影影展特別獎與Mimmo Rotella財團獎[35]。
- 意大利雜誌《CIAK》觀客獎[36]
- 2008年度每日電影獎大藤信郎獎[37]
- 2008年電影院大獎：票選最佳電影第10名
- 2008年第18屆日本影評家大獎：電影音樂獎
- 2009年東京國際動畫博覽會第8回東京動畫獎年度最佳動畫、國內劇場部門優秀作品獎、原作獎（宮崎駿）、美術獎（吉田昇）[38]
- 2009年第32屆日本電影金像獎：最優秀動畫作品獎、最優秀音樂獎（久石讓）、岡田茂獎（吉卜力工作室）[39]
- 2009年第3屆亞洲電影大獎最佳原創音樂（久石讓）[40]

## 音樂專輯
印象專輯
| 曲目                      | 創作                                                                      |
| ------------------------- | ------------------------------------------------------------------------- |
| 1.崖上的波妞（）          | 作詞：近藤勝也 補充作詞：宮崎駿 作曲&編曲：久石讓 演唱：藤岡藤卷&大橋望美 |
| 2.珊瑚塔（）              | 作曲&編曲：久石讓                                                         |
| 3.波妞來了（）            | 作曲&編曲：久石讓                                                         |
| 4.海的媽媽（）            | 作曲&編曲：久石讓 小提琴獨奏：豐嶋泰嗣                                    |
| 5.妹妹們（）              | 作詞：宮崎駿 作曲&編曲：久石讓 演唱：Little Carol                         |
| 6.藤本的主題歌（）        | 作詞：藤岡藤卷 作曲&編曲：久石讓 演唱：藤岡藤卷                           |
| 7.發光信號（）            | 作曲&編曲：久石讓                                                         |
| 8.波妞的搖籃曲（）        | 作詞：宮崎駿 作曲&編曲：久石讓 演唱：大橋望美                             |
| 9.真正的心情（）          | 作詞：藤岡藤卷 作曲&編曲：久石讓 演唱：藤岡藤卷                           |
| 10.向日葵之家的迴旋曲（） | 作詞：宮崎駿 作曲&編曲：久石讓 演唱：藤澤麻衣                             |

原聲帶
| 曲目                         | 創作/演唱                                                                 |
| ---------------------------- | ------------------------------------------------------------------------- |
| 1.深海牧場（）               | 作曲&編曲：久石讓                                                         |
| 2.海的媽媽（）               | 作詞：覺和歌子&宮崎駿 作曲&編曲：久石讓 演唱：林正子                      |
| 3.邂逅（）                   | 作曲&編曲：久石讓                                                         |
| 4.海灣之鎮（）               | 作曲&編曲：久石讓                                                         |
| 5.久美子（）                 | 作曲&編曲：久石讓                                                         |
| 6.波妞與宗介（）             | 作曲&編曲：久石讓                                                         |
| 7.空空的水桶（）             | 作曲&編曲：久石讓                                                         |
| 8.發光信號（）               | 作曲&編曲：久石讓                                                         |
| 9.要成為人類！（）           | 作曲&編曲：久石讓                                                         |
| 10.藤本（）                  | 作曲&編曲：久石讓                                                         |
| 11.妹妹們（）                | 作曲&編曲：久石讓                                                         |
| 12.波妞的飛行（）            | 作曲&編曲：久石讓                                                         |
| 13.暴風向日葵之家（）        | 作曲&編曲：久石讓                                                         |
| 14.海灣之魚波妞（）          | 作曲&編曲：久石讓                                                         |
| 15.波妞與宗介II（）          | 作曲&編曲：久石讓                                                         |
| 16.理沙的家（）              | 作曲&編曲：久石讓                                                         |
| 17.新的家人（）              | 作曲&編曲：久石讓                                                         |
| 18.波妞的搖籃曲（）          | 作曲&編曲：久石讓                                                         |
| 19.理沙的決心（）            | 作曲&編曲：久石讓                                                         |
| 20.曼瑪蓮（）                | 作曲&編曲：久石讓                                                         |
| 21.流星之夜（）              | 作曲&編曲：久石讓                                                         |
| 22.玩具船（）                | 作曲&編曲：久石讓                                                         |
| 23.前往Dipnorhynchus之海（） | 作曲&編曲：久石讓                                                         |
| 24.船隊的行進（）            | 作曲&編曲：久石讓                                                         |
| 25.小嬰兒與波妞（）          | 作曲&編曲：久石讓                                                         |
| 26.船隊的行進II（）          | 作曲&編曲：久石讓                                                         |
| 27.宗介的航海（）            | 作曲&編曲：久石讓                                                         |
| 28.宗介的眼淚（）            | 作曲&編曲：久石讓                                                         |
| 29.水中的小鎮（）            | 作曲&編曲：久石讓                                                         |
| 30.母親的愛（）              | 作曲&編曲：久石讓                                                         |
| 31.隧道（）                  | 作曲&編曲：久石讓                                                         |
| 32.辰婆婆（）                | 作曲&編曲：久石讓                                                         |
| 33.妹妹們的活躍（）          | 作曲&編曲：久石讓                                                         |
| 34.母親與海的讚頌歌（）      | 作曲&編曲：久石讓                                                         |
| 35.終曲（）                  | 作曲&編曲：久石讓                                                         |
| 36.崖上的波妞（）            | 作詞：近藤勝也 補充作詞：宮崎駿 作曲&編曲：久石讓 演唱：藤岡藤卷&大橋望美 |

## 雜談
- 宮崎駿當時在擬定企劃時，向製作人鈴木敏夫表示比起製作以幼兒所為題材的動畫、他個人更希望能建立一間真正的幼兒所。之後在2008年便完成了讓已有兒女的吉卜力工作室員工；專門使用的幼兒所「三隻小熊的家」。[10][43]
- 《崖上的波妞》在2008年7月19日舉辦的首映公開會當天，日本恰巧在海外發生3級的地震而發佈海嘯警報，因動畫劇情中有波妞在海嘯上奔跑的橋段，宮崎駿當時在會場上開玩笑表示看來是波妞現身了。[44]
- 起初鈴木敏夫在《崖上的波妞》上未採用任何宣傳用的文宣標語。之後鈴木敏夫從波妞與小嬰兒的那一段章節中；感覺到那名嬰兒似乎很不開心被生在這世上的模樣，便逆向操作想到作品的文宣標語「能生在這個世界真好」。[45]

### 引用
1. . 亚马逊中国.   [2013-04-26]. （原始内容存档于2013-10-17）.
2. .   [2008-11-08]. （原始内容存档于2008-12-16）.
3. .   [2008-11-08]. （原始内容存档于2009-01-14）.
4. . Netflix.   [2020-12-13]. （原始内容存档于2022-04-26）.
5. . www.zoommovie.com.   [2025-04-28]. （原始内容存档于2025-04-28） （en-my）.
6. ↑  . walkerplus.   [2013-07-25]. （原始内容存档于2013-06-20） （日语）.
7. ↑  折返點 1997~2008：499頁
8. ↑  樂在工作：182頁
9. 1 2 3  ：104頁
10. ↑  樂在工作：183頁
11. ↑  . GhibliWorld. 2008-03-08  [2008-08-05]. （原始内容存档于2008-12-06） （英语）.
12. 1 2 3  . GhibliWorld.   [2008-08-05]. （原始内容存档于2008-03-05） （英语）.
13. 1 2 3 4 5  . 吉卜力.   [2008-08-05]. （原始内容存档于2008-08-05） （日语）.
14. 1 2  . GhibliWorld. 2008-07-17  [2008-08-05]. （原始内容存档于2008-12-06） （英语）.
15. ↑   . . 2007年3月27日. NHK綜合頻道.
16. ↑  . 吉卜力.   [2008-08-05]. （原始内容存档于2008-08-04） （日语）.
17. 1 2  ：109頁
18. 1 2  ：155頁
19. ↑  . 2008-08-03  [2012-03-11]. （原始内容存档于2012-07-27）.
20. ↑  . 中國時報. 2008-02-19  [2008-08-05]. （原始内容存档于2008-09-18）.
21. ↑  . Oricon. 2008-07-29  [2008-08-05]. （原始内容存档于2008-12-06） （日语）.
22. ↑  . Oricon. 2008-12-11  [2008-12-16]. （原始内容存档于2008-12-12） （日语）.
23. ↑  . Variety Japan. 2008-07-19  [2008-08-05]. （原始内容存档于2008-09-07）.
24. ↑  . 讀賣新聞. 2008-07-23  [2008-08-05].
25. ↑  . Variety. 2008-07-21  [2008-08-05]. （原始内容存档于2008-07-26） （英语）.
26. ↑  . 讀賣新聞. 2008-08-20  [2008-08-25]. （原始内容存档于2008-08-24）.
27. ↑  《送行者》2009台灣日片王 踩《波妞》吞5千萬 （页面存档备份，存于） 2009.12.23 蘋果日報
28. ↑  . 日本時報. 2008-07-11  [2008-08-05]. （原始内容存档于2011-09-07） （英语）.
29. ↑  羅傑·艾伯特. . 2009-08-13  [2012-03-11]. （原始内容存档于2012-07-22）.
30. ↑  . 联合日报在线.   [2011-07-12] （中文）.
31. ↑  Egan，DeMarco, Toussaint，Jason. . Paste. 2022-04-27  [2022-04-27]. （原始内容存档于2021-01-02）.
32. ↑  . 爛番茄. 2023-03-07  [2023-03-07]. （原始内容存档于2023-03-07）.
33. ↑  . La Biennale di Venezia.   [2008-08-05]. （原始内容存档于2006-08-21） （英语）.
34. ↑  . La Biennale di Venezia.   [2008-09-24]. （原始内容存档于2008-09-10） （英语）.
35. ↑  . Cinema Today. 2008-09-06  [2009-02-24]. （原始内容存档于2009-01-02） （日语）.
36. ↑  . 每日電影獎. 2009-01-22  [2009-03-07]. （原始内容存档于2009-02-12） （日语）.
37. ↑  . 東京國際動畫博覽會2009. 2009-02-19  [2009-02-24]. （原始内容存档于2009-02-22） （日语）.
38. ↑  . 日本電影金像獎.   [2009-02-24]. （原始内容存档于2009-02-22） （日语）.
39. ↑  .   [2009-05-18]. （原始内容存档于2017-09-09） （中文（繁體））.
40. ↑  . Amazon.co.jp.   [2013-09-03]. （原始内容存档于2021-05-05） （日语）.
41. ↑  . Amazon.co.jp.   [2013-09-03]. （原始内容存档于2015-05-12） （日语）.
42. ↑  折返點 1997~2008：471頁
43. ↑  ：144頁
44. ↑  ：107頁

### 書籍
- . 日本: 德間書店. 2008. ISBN 978-4-19-720257-7.
- . 日本: 德間書店. 2011. ISBN 978-4-19-720326-0.
- 鈴木, 敏夫. . 台灣: 台灣東販. 2009. ISBN 978-986-176-961-5.
- 宮崎, 駿. . 台灣: 東販出版. 2010. ISBN 978-986-251-340-8.

## 外部連結
- （日語）官方網站 （页面存档备份，存于）
- （繁體中文）博偉電影官方網站
- 互联网电影数据库（IMDb）上《崖上的波妞》的资料（英文）
- Yahoo奇摩電影上《崖上的波妞》的資料（繁體中文）
- 開眼電影網上《崖上的波妞》的資料（繁體中文）
- 时光网上《崖上的波妞》的資料（简体中文）
- 豆瓣电影上《崖上的波妞》的資料 （简体中文）